# Silent Kill
Silent Kill (Asesinato Silencioso en Latinoamérica y España) es el quinto episodio de la serie de drama y ciencia ficción de TNT, Falling Skies. El episodio fue escrito por Melinda Hsu Taylor y dirigido por Fred Toye y salió al aire el 10 de julio de 2011 en E.U.

## Argumento
Hal y Margaret vuelven a la escuela secundaria después de analizar el área cerca del hospital donde se encuentran los medicamentos que necesitan. Ellos quieren tomarlos para llevárselos a Anne para las operaciones. Anne habla con Tom sobre los riesgos del procedimiento, haciéndole saber que existe la posibilidad de que Ben podría morir. Tom y Hal van a ver a Weaver para hablarle sobre la situación, Tom le dice que el grupo de Ben se encuentra todavía en el hospital y le muestra a Weaver su plan en un mapa.
Anne sigue dando agua al Skitter. El Dr. Harris no está de acuerdo en que merezca ser hidratado. Mientras que busca comida, Margarita conoce a Sarah, una civil embarazada. Más tarde, Scott le dice a Tom que él puede tratar de elegir una transmisión Skitter en su radio mientras ellos se comunican mediante ondas de radio entre sí, como un sistema de alerta temprana para los Skitters en las cercanías. Sin embargo, un solo Skitter en el hospital no transmite. Weaver, escucha un disco que Scott está tocando y se pone de manifiesto que le trae recuerdos desagradables, lo encuentra y lo quita.
Tom y Hal practican tiro al blanco con ballestas, ya que una ballesta puede matar a un Skitter en silencio. Margaret le ofrece a Hal su asistencia y ayuda con su objetivo. Ella le dice a Tom que sabe el diseño del hospital, donde Ben se encuentra.
El Dr. Harris se prepara para inyectar al Skitter con un suero letal, pero no lo hace y el Skitter lo ataca. Anne va a ayudarlo y separa al alien de Harris, pero este muere inmediatamente. Después de esto, Weaver le dice a sus soldados que el Skitter tiene que morir. Anne le pide más tiempo para estudiarlo y Weaver le da 24 horas. Hal se dirige a Rick que se sienta tranquilamente en un banco, afuera, apartado del resto de los chicos. Hal le pregunta sobre el arnés y los Skitters. Rick le dice que si van en busca de Ben, serán asesinados. A continuación, Hal viene con un nuevo plan para rescatar a Ben, con un arnés sobre sí mismo con el fin de evitar la detección. Tom protesta en contra de esta idea, pero Hal le convence. Los Mason van a ver a Anne, quien les dice sobre el "punto de presión" que el Dr. Harris ha encontrado antes, cuando Mike noqueó al Skitter: los Skitters no tienen un hueso que separe el paladar blando de la parte superior, del cerebro; lo que es un punto débil. Ella pone a prueba esta teoría empujando su escalpelo en la boca del Skitter capturado, el impulso es lo suficientemente fuerte que penetra en el tejido blando del cerebro y lo mata. Tom habla con Anne sobre lo sucedido y ella le dice que no fue difícil. Ella rompe en llanto y le dice a Tom que no tiene ninguna imagen de su familia.
Más tarde esa noche, Tom, Hal, Dai, Anthony y Margaret llegan al hospital. El grupo se esconde detrás de un coche mientras que un Hal con arnés, entra al hospital. Él encuentra un grupo de niños que siguen a un Skitter y se mezcla entre ellos. Los niños se acuestan en el suelo para dormir. El Skitter se acomoda sobre sí mismo por encima de ellos, que cobijando a los niños entre sus patas como una gallina, mientras les acaricia el pelo como si los estuviera mimando. Tom y Margaret ingresan al hospital con el fin de salvar a Hal que estaba a la espera del momento adecuado para atacar. Poco a poco saca el bisturí de su bolsillo y lo ataca, pero el Skitter se defiende, como lo hacen los niños. Tom y Margaret lo encuentran, pero no pueden disparar, ya que podría fallar y golpear Hal o uno de los niños. Margaret se las arregla para disparar al Skitter con una flecha que lo distrae, lo que Hal aprovecha con éxito para spuñalarlo en la boca y lo asesina. El grupo entonces se escapa, llevando a los niños con ellos.
Anne comienza a operar a seis niños. Elimina la mayor parte de los "arneses" con éxito, de cinco, un niño muere. A la espera de noticias sobre Ben, Hal se sienta en el pasillo de la escuela, cuando recibe la visita de Margaret, ella le dice que ella tenía cáncer cuando era más joven. Más tarde, Tom viene a ver a Hal, diciéndole lo orgulloso que está de él. Weaver toca el disco confiscado a Scott, llorando un poco. Anne entra en la sala de operaciones para buscar a Tom y a sus hijos. Tom gracias Ana por salvar la vida de Ben. Ben se despierta más tarde, reconociendo a su padre.

## Elenco
| - Noah Wyle como Tom Mason. - Moon Bloodgood como Anne Glass. - Drew Roy como Hal Mason. - Maxim Knight como Matt Mason. - Connor Jessup como Ben Mason. - Seychelle Gabriel como Lourdes Delgado. - Peter Shinkoda como Dai. - Sarah Carter como Margaret. - Mpho Koahu como Anthony. - Will Patton como Capitán Weaver. | - Daniyah Ysrayl como Rick Thompson. - Bruce Gray como Scott Gordon. - Lynne Deragon como Kate Gordon. - Steven Weber como Dr. Harris. |

## Recepción

### Recepción de la crítica
Matt Richenthal de TV Fanatic, dijo: "Nunca estamos lejos del corazón de la serie. Tom no corriendo en torno a gritos, disparos, y el pánico, es sólo un padre amoroso, sin dejar de estar ahí para sus hijos, que tienen que confiar en el papel de héroe de acción que juega su padre. También parece haber recorrido un largo camino desde el estreno, cuando dijo que su esposa siempre dicía lo correcto para sus hijos. Tom hizo un trabajo bastante sólido aquí con Hal, no ¿verdad?"
Ryan McGee del The A.V. El Club le dio al episodio una B-, diciendo: "...ya que este espectáculo sin duda tendrá tiempo para mejorarse a sí mismo ahora que definitivamente hay una segunda temporada, esperemos que el show se da cuenta de lo que actualmente tiene, en lugar ser un simple entretenimiento de verano."

### Recepción del público
En su estreno original, "Silent Kill" fue visto por una audiencia estimada de 3.90 millones de hogares, según Nielsen Media Research. El episodio recibió una calificación de 1,4 entre los espectadores con edades comprendidas entre los 18 y 49 años.